# Coppa Italia Primavera 2010-2011
La Primavera TIM Cup 2010-2011 è stata la trentanovesima edizione del torneo riservato alle squadre giovanili iscritte al Campionato Primavera, iniziata il 21 agosto 2010 e conclusasi il 30 marzo 2011.
Dall'edizione 2010-2011 le partite dai Quarti di Finale in poi sono trasmesse live in televisione sui canali free di Sportitalia, sul digitale terrestre.
La finale (con turno di andata e ritorno) si è disputata nelle date del 16 e 30 marzo 2011. La doppia sfida ha fatto registrare la vittoria della Fiorentina, che dopo l'1-1 dell'andata giocata a Firenze ha sconfitto per 3-1 la Roma all'Olimpico. Per i viola si tratta del terzo titolo nella competizione.

## Turno Preliminare
Andata 21 agosto 2010, ritorno 28 agosto 2010.
| Squadra 1   | Totale | Squadra 2 | Andata | Ritorno         |
| ----------- | ------ | --------- | ------ | --------------- |
| Novara      | 3 - 3  | Varese    | 2 - 1  | 1 - 2 (5-3 dcr) |
| Portogruaro | 2 - 7  | Pescara   | 1 - 4  | 1 - 3           |

## Primo Turno Eliminatorio
Andata il 15 settembre 2010; ritorno il 29 settembre 2010
| Squadra 1   | Totale | Squadra 2  | Andata | Ritorno |
| ----------- | ------ | ---------- | ------ | ------- |
| AlbinoLeffe | 2 - 6  | Cagliari   | 0 - 3  | 2 - 3   |
| Novara      | 2 - 3  | Atalanta   | 2 - 1  | 0 - 2   |
| Napoli      | 4 - 5  | Bari       | 2 - 1  | 2 - 4   |
| Inter       | 1 - 0  | Bologna    | 1 - 0  | 0 - 0   |
| Catania     | 3 - 4  | Crotone    | 2 - 1  | 1 - 3   |
| Cesena      | 1 - 0  | Triestina  | 1 - 0  | 0 - 0   |
| Siena       | 1 - 3  | Fiorentina | 1 - 2  | 0 - 1   |
| Frosinone   | 3 - 4  | Lecce      | 1 - 2  | 2 - 2   |
| Juventus    | 11 - 0 | Piacenza   | 4 - 0  | 7 - 0   |
| Modena      | 0 - 1  | Sassuolo   | 0 - 0  | 0 - 1   |
| Pescara     | 4 - 1  | Padova     | 2 - 1  | 2 - 0   |
| Parma       | 2 - 1  | Grosseto   | 1 - 1  | 1 - 0   |
| Roma        | 3 - 0  | Reggina    | 2 - 0  | 1 - 0   |
| Torino      | 1 - 0  | Livorno    | 1 - 0  | 0 - 0   |
| Udinese     | 2 - 3  | Ascoli     | 2 - 1  | 0 - 2   |
| Cittadella  | 5 - 1  | Vicenza    | 2 - 0  | 3 - 1   |

## Secondo Turno Eliminatorio
Andata il 13 ottobre 2010; ritorno il 27 ottobre 2010
| Squadra 1  | Totale | Squadra 2 | Andata | Ritorno          |
| ---------- | ------ | --------- | ------ | ---------------- |
| Torino     | 1 - 1  | Parma     | 0 - 0  | 1 - 1            |
| Atalanta   | 4 - 4  | Cagliari  | 1 - 3  | 3 - 1 (10-9 dcr) |
| Bari       | 4 - 4  | Crotone   | 2 - 1  | 2 - 3 (dts)      |
| Cittadella | 2 - 1  | Cesena    | 2 - 1  | 0 - 0            |
| Pescara    | 5 - 1  | Ascoli    | 1 - 1  | 4 - 0            |
| Roma       | 5 - 3  | Lecce     | 2 - 1  | 3 - 2            |
| Inter      | 6 - 2  | Sassuolo  | 4 - 2  | 2 - 0            |
| Fiorentina | 6 - 2  | Juventus  | 3 - 1  | 3 - 1            |

## Ottavi di Finale
Andata il 10 novembre 2010; ritorno il 24 novembre 2010
| Squadra 1  | Totale | Squadra 2 | Andata | Ritorno |
| ---------- | ------ | --------- | ------ | ------- |
| Atalanta   | 5 - 3  | Brescia   | 2 - 1  | 3 - 2   |
| Bari       | 0 - 3  | Palermo   | 0 - 1  | 0 - 2   |
| Inter      | 3 - 0  | Genoa     | 2 - 0  | 1 - 0   |
| Pescara    | 0 - 4  | Milan     | 0 - 2  | 0 - 2   |
| Roma       | 2 - 2  | Lazio     | 0 - 1  | 2 - 1   |
| Torino     | 2 - 3  | Sampdoria | 1 - 3  | 1 - 0   |
| Cittadella | 5 - 2  | Chievo    | 3 - 2  | 2 - 0   |
| Fiorentina | 6 - 1  | Empoli    | 3 - 0  | 3 - 1   |

## Quarti di Finale
Andata l'8 dicembre ed l'11 dicembre 2010; ritorno il 15 dicembre, il 22 dicembre ed il 23 dicembre 2010
| Squadra 1  | Totale | Squadra 2 | Andata | Ritorno |
| ---------- | ------ | --------- | ------ | ------- |
| Cittadella | 2 - 7  | Milan     | 0 - 2  | 2 - 5   |
| Roma       | 4 - 1  | Palermo   | 2 - 0  | 2 - 1   |
| Atalanta   | 0 - 2  | Inter     | 0 - 1  | 0 - 1   |
| Fiorentina | 2 - 1  | Sampdoria | 2 - 0  | 0 - 1   |

## Semifinali
Andata il 19 gennaio 2011; ritorno il 1º febbraio 2011
| Squadra 1  | Totale | Squadra 2 | Andata | Ritorno |
| ---------- | ------ | --------- | ------ | ------- |
| Inter      | 1 - 2  | Roma      | 1 - 2  | 0 - 0   |
| Fiorentina | 2 - 1  | Milan     | 2 - 1  | 0 - 0   |

## Finale
Andata il 16 marzo 2011; ritorno il 30 marzo 2011
| Squadra 1  | Totale | Squadra 2 | Andata | Ritorno |
| ---------- | ------ | --------- | ------ | ------- |
| Fiorentina | 4 - 2  | Roma      | 1 - 1  | 3 - 1   |